# 安全教育
安全教育是有關安全的教育，內容一般包括:哪些活動或事物具有危險性、常見事故的起因、如何預防事故發生以及事故時的處理等。
安全教育的範圍很廣，可能是特定場合的安全（如學校安全、家庭安全、野外安全）、從事特定活動的安全（如職業安全、交通安全、休閒安全、旅遊安全）或是接觸有潛在危險性事物的安全（如防火安全、用電安全、化學安全等）